# Martha Roby
Martha Roby, född 27 juli 1976 i Montgomery i Alabama, är en amerikansk republikansk politiker. Hon var ledamot av USA:s representanthus 2011–2021.
Roby avlade 1998 kandidatexamen vid New York University och 2001 juristexamen vid Samford University. Hon har varit verksam som advokat. I mellanårsvalet i USA 2010 besegrade hon sittande kongressledamoten Bobby Bright.
Hon är gift med Riley Roby och har två barn.